# Енцо Зідан
Енцо Зідан (ісп. Enzo Alan Zidane Fernandes; 24 березня 1995, Бордо) — французький футболіст, старший з 4-х синів Вероніки Фернандес і Зінедіна Зідана, який також був його тренером в «Кастільйо» до січня 2016 року. Енцо має подвійне громадянство (французьке та іспанське), так як його мати має іспанські корені, а батько — француз кабільского походження. Спочатку вибрав прізвище матері, щоб уникнути порівнянь зі своїм батьком, і труднощів, які могли б перешкодити йому зростати як футболісту. У Енцо троє братів — Лука, Тео і Еліаз, які теж грають в академії «Королівського клубу». Був названий на честь відомого уругвайського футболіста Енцо Франческолі.

## Кар'єра
У 10 років потрапив у структуру мадридського «Реала» і пройшов всі стадії клубу. У 2013 році переведений в «Кастилью». У сезоні 14/15 у 8 матчах він не відзначився результативними діями. В сезоні 2015/16 він провів 38 матчі і забив 2 голи, але після призначення батька на пост головного тренера, він почав тренуватися з головною командою. У сезоні 2016/17 він провів 32 матчі і забив 5 голів.
16 серпня 2016 року Енцо зміг дебютувати за основну команду, вийшовши на поле в Кубку Сантьяго Бернабеу, зігравши свій перший матч в стані головних гравців «бланкос». 30 грудня вийшов на заміну у матчі Кубка Короля і забив свій перший гол за «Реал Мадрид». Був внесений в заявку, але не вийшов на поле у фіналі Ліги Чемпіонів.
У червні 2017 року перейшов в «Алавес». 26 серпня 2017 року дебютував у Примері, вийшовши на заміну на 77-й хвилині гри з «Барселоною» замість Мубарака Вакасо.